# Qui aurait pu prédire

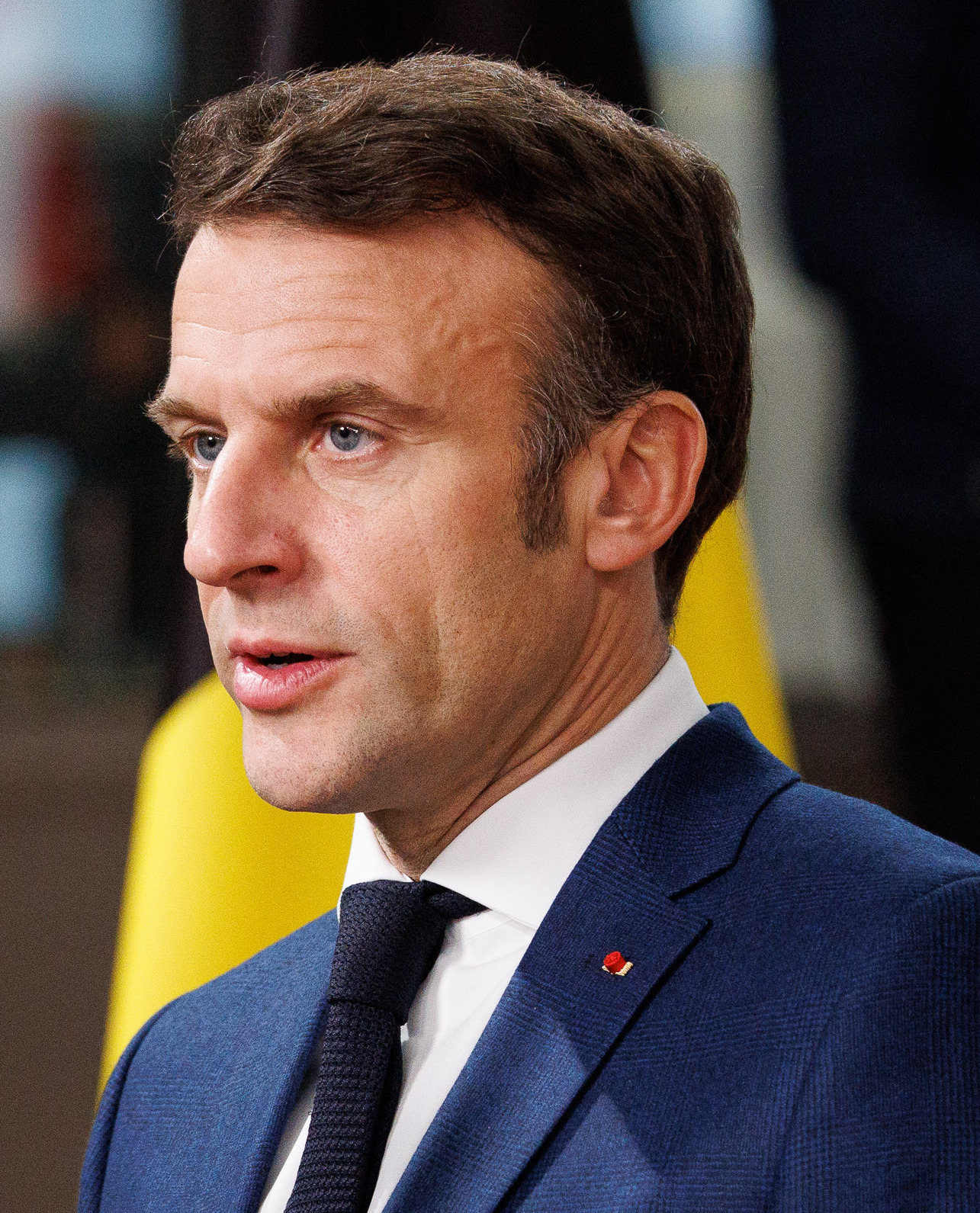
Emmanuel Macron le 15 décembre 2022, soit deux semaines avant son allocution.

Pour un article plus général, voir Macronade.
« Qui aurait pu prédire » est une expression extraite d'une petite phrase prononcée par le président de la République française Emmanuel Macron, lors de l'allocution télévisée des vœux présidentiels du 31 décembre en France de 2022.

## Déclaration
« Qui aurait pu prédire la vague d’inflation, ainsi déclenchée [par la guerre en Ukraine] ? Ou la crise climatique aux effets spectaculaires encore cet été dans notre pays ? »,. Le président fait notamment référence aux feux de forêt de 2022 en Gironde.

## Réception
La phrase est très critiquée lors de sa réception.
Après son allocution, Emmanuel Macron répond deux semaines plus tard : « Il y a une partie de ces vœux où j’ai été mal compris. […] On a voulu me faire dire que, au fond, je n’aurais jamais lu aucun rapport du GIEC […] et que je découvrais les dérèglements climatiques. […] Qu’est-ce que j’ai simplement voulu dire ? C’est qu’au fond ça a été encore plus vite que prévu,,. »

### Dans les milieux politiques
Marine Tondelier, secrétaire national des Écologistes, estime qu'Emmanuel Macron « nous a semblé totalement déconnecté ».

### Dans la presse
Jean-Luc Porquet dans Le Canard enchaîné : « Où était-il, pendant ces quarante dernières années ? […] Il semblerait qu’à cette élite on n’ait jamais parlé du rapport Meadows, paru en 1972 – cinq ans avant sa naissance. »

### Dans les milieux scientifiques
D'après France Info, « les scientifiques, qui alertent précisément sur ces risques depuis des décennies, n'ont pas apprécié. »
Magali Reghezza-Zitt, géographe membre du Haut Conseil pour le climat estime qu'il « rate le sens de l'histoire » et qu'« il reprend un des arguments de l’inaction (le « on ne savait pas ») ».
Gonéri Le Cozannet, géologue et coauteur du sixième rapport du GIEC : « “Qui aurait pu prédire la crise climatique ?” C’est amusant, c’est exactement une de mes boutades préférées pour moquer les politiciens qui vivent hors du réel. »
Jean Jouzel, paléoclimatologue, ancien vice-président d'un groupe de travail du GIEC : « Cela fait dix ans quand même, je ne comprends pas qu'il ait pu dire ça », faisant référence à une réunion qu'il a animé à l'Élysée en septembre 2013, lors de la présidence de François Hollande, et où Emmanuel Macron était présent.

## Postérité
Emmanuel Macron réitère des propos similaires à cette déclaration en juillet 2023 suite aux émeutes consécutives à la mort de Nahel Merzouk : « Enfin, mais qui avait prévu ce qui allait se passer ? ».

### Réutilisation de l'expression
L'expression est reprise généralement sur le registre ironique pour critiquer l'inaction politique sur un sujet malgré les signaux d'alertes donnés. Quelques exemples : 

#### Critiques envers la politique d'Emmanuel Macron et/ou envers l'inaction contre le changement climatique
- Mediapart titre en avril 2023 : « Climat : qui aurait pu prédire que Macron allait mentir ? »[13].
- Le Journal du dimanche titre en décembre 2024 : « Censure du gouvernement Barnier : «Qui aurait pu prédire ?», ironise Marine Tondelier »[14].
- Regards titre en octobre 2024 : « La bataille du budget : qui aurait pu prédire ? »[15].
- Le Figaro titre en mars 2025 : « Qui aurait pu prédire les errances de l’Europe ? »[16].

#### Critiques envers le manque de réaction face à des situations prévisibles
- Libération titre en août 2023 : « Le retour du Covid, qui aurait pu le prédire ? »[17].

### Dans la culture
La phrase à été reprise en août 2024 pour être un sujet de dissertation pour les candidats au concours de l’Institut national du service public (INSP),.
Qui aurait pu prédire ? a été repris pour le titre d'un spectacle en 2025.